# Joe Johnston (regisseur)
Joseph Eggleston "Joe" Johnston II (Austin (Texas), 13 mei 1950) is een Amerikaans filmregisseur, filmproducent en artdirector.

## Biografie
Hij studeerde aan de California State University - Long Beach en het Art Center College of Design.

## Filmografie

### Regisseur
- Honey, I Shrunk the Kids (1989)
- The Rocketeer (1991)
- The Young Indiana Jones Chronicles - aflevering "Princeton, February 1916" (1993)
- The Pagemaster (1994)
- Jumanji (1995)
- October Sky (1999)
- The Adventures of Young Indiana Jones: Spring Break Adventure (1999)
- Jurassic Park III (2001)
- Hidalgo (2004)
- The Wolfman (2010)
- Captain America: The First Avenger (2011)
- Not Safe For Work (2014)

### Visuele effecten
- Star Wars: Episode IV: A New Hope (1977)
- Battlestar Galactica (1978) (1978)
- Star Wars: Episode V: The Empire Strikes Back (1980)
- Raiders of the Lost Ark (1981)
- Star Wars: Episode VI: Return of the Jedi (1983)

### Producent
- Willow (1988)
- Captain America: The First Avenger (2011)

### Art department
- Indiana Jones and the Temple of Doom (1984)
- The Great Heep (1986)

### Schrijver
- Droids - aflevering "Coby and the Starhunters" (1985)